# Тонмон сонсып
«Тонмо́н сонсы́п» (кор. 동몽선습, 童蒙先習, Dongmong seonseup, или «Начальное обучение юных отроков» — составленный в XVI в. корейский школьный учебник по основам конфуцианской этики и истории Китая и Кореи, являвшийся базовым учебным пособием в системе начального конфуцианского образования второй половины эпохи Чосон.

## Авторство текста
Вопрос об авторстве этого учебника является дискуссионным, поскольку имя составителя в тексте не указано. По мнению современных исследователей, авторами этого текста, вероятнее всего, были Пак Сему 朴世茂 (1487—1564) и Мин Чеин 閔齊仁 (1493—1549). В литературе высказывались также предположения, что это пособие могли составить Ким Ангук 金安國 (1478—1543), О Сукквон 魚叔權 (?-?) или Чин Покчхан 陳復昌 (?-1563).
Анонимность данного текста может объясняться тем, что при его копировании в учебных целях имя автора, как не входящее в содержательную часть, могло опускаться. Кроме того, поскольку предполагаемые авторы данного учебника (Мин Чеин и Пак Сему) в своё время подверглись политическим преследованиям, это могло сделать невозможным указание авторства данного учебника до их реабилитации.

## Язык
«Тонмон сонсып» был первоначально написан на кореизированном литературном китайском языке (ханмун) с разметкой корейскими служебными словами и окончаниями, записанными китайскими иероглифами по способу кугёль. Кроме того, с XVIII в. получили распространение корейские переводы (онхэ 諺解) этого текста.

## Содержание текста
В начале учебника помещены пять параграфов, посвящённые пяти принципам человеческих отношений (между отцом и сыном, между правителем и подданным, между мужем и женой, между старшим и младшим и между товарищами и друзьями — эти принципы были впервые сформулированы в трактате «Мэнцзы»). Вслед за этим следует рассуждение о важнейшей конфуцианской добродетели — сыновней почтительности. Заключительную часть учебника составляет краткое изложение истории Китая и Кореи.

## История традиционных публикаций
Самое раннее сохранившееся до наших дней издание данного пособия на ханмуне было выполнено ксилографическим способом в Пхеньяне в 1543 г.  Впоследствии этот учебник многократно переиздавался, а также переписывался от руки. Одно из ксилографических изданий этого текста на ханмуне, датирующееся по колофону 1794 г., хранится в Институте восточных рукописей РАН и принадлежит к числу первых корейских книг, оказавшихся в России. Эта книга поступила в Азиатский музей из собрания П. Л. Шиллинга, предположительно получившего её от Н. Я. Бичурина.
Кроме изданий на языке оригинала, в 1742 и 1797 гг. были опубликованы два традиционных корейских перевода (онхэ) этого текста.

## Научное значение памятника
Будучи широко распространённым учебным пособием для конфуцианских школ, обязательным для заучивания наизусть на начальном этапе обучения, этот текст на протяжении нескольких столетий оказывал огромное влияние на формирование мировоззрения образованной элиты корейского общества. Содержательный анализ данного пособия позволяет понять, какие элементы конфуцианского учения об этике и какие факты истории Китая и Кореи считались в эпоху его создания наиболее актуальными для первичной индоктринации учащихся идеями конфуцианства.
Кроме того, этот текст является ценным источником лингвистического материала для исследования истории корейского языка, бытования китайского языка в Корее и корейско-китайской языковой интерференции.